# NGC 2846
NGC 2846 este o galaxie situată în constelația Hidra. A fost descoperită în 4 aprilie 1874 de către Lawrence Parsons.